# David Morrissey

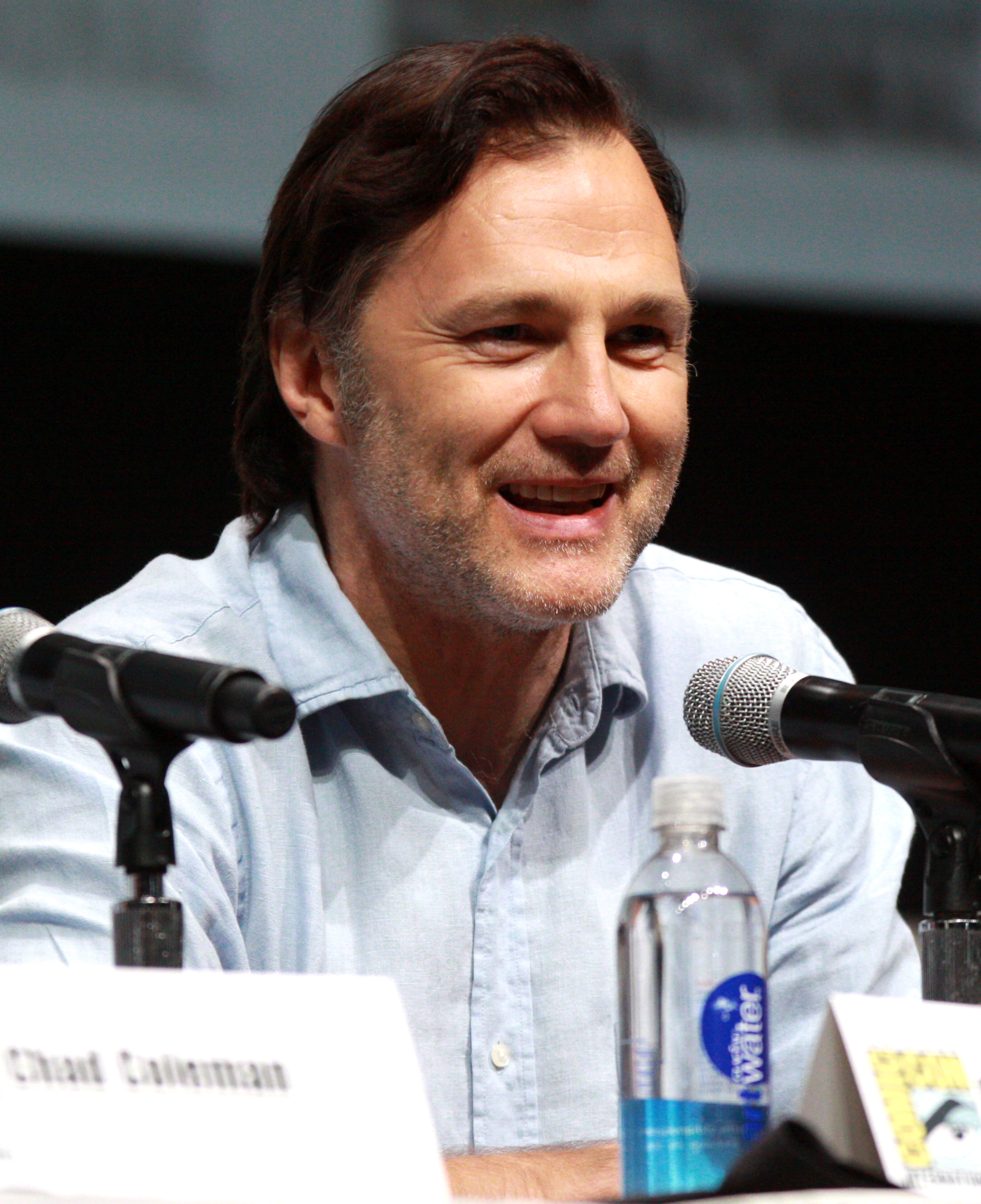
David Morrissey (2013)

David Morrissey (* 21. Juni 1964 in Kensington, Liverpool) ist ein britischer Schauspieler, Produzent und Regisseur.

## Biografie

### Ausbildung und Schauspieldebüt
David Morrissey wurde 1964 in Liverpool geboren und wuchs dort als jüngstes von vier Kindern auf. Morrissey wurde durch Ken Loachs Film Kes (1969) inspiriert, den Schauspielerberuf zu ergreifen, und begann während seiner Schulzeit an Theaterproduktionen mitzuwirken. Mit 16 Jahren verließ er die Schule und schloss sich dem Everyman’s Youth Theatre an. 1983 hatte er seinen Durchbruch in der Hauptrolle des Billy Rizley in der fünfteiligen Fernsehserie One Summer, einer Produktion von Channel 4, die von zwei Jugendlichen aus Liverpool handelt, die ins nördliche Wales ausreißen. Nach diesem Fernseherfolg verließ Morrissey Liverpool und zog nach London, wo er an der Royal Academy of Dramatic Art (RADA) studierte. Es folgte ein zweijähriges Engagement an der Royal Shakespeare Company, danach wechselte er ans Londoner National Theatre. Nach seinem Kinodebüt in Peter Greenaways Tragikomödie Drowning by Numbers (1988) trat Morrissey vermehrt in britischen Fernsehfilmen und -serien auf, war aber auch in mehreren Kinoproduktionen zu sehen. 2018 spielte er in einer aufsehenerregenden Inszenierung am neu gegründeten Londoner Bridge Theatre den Mark Antonius in Shakespeares Julius Caesar.
1997 war Morrissey, der wegen seiner Körpergröße von 1,91 m auf die Rolle des Polizisten oder Soldaten abonniert schien, in Adrian Shergolds achtteiliger Fernsehserie Holding On zu sehen. Er spielte dort einen Londoner Steuerprüfer, dessen Leben durch den Tod einer jungen Frau außer Kontrolle geriet. Holding On erhielt 1998 den BAFTA als beste dramatische Fernsehserie, Morrissey wurde von der Royal Television Society als bester Fernsehdarsteller nominiert. Nach einer tragenden Rolle in Arnand Tuckers Oscar-nominierten Drama Hilary & Jackie über die Beziehung der Cellistin Jacqueline du Pré zu ihrer Schwester Hilary folgte 2001 John Maddens Corellis Mandoline. In dem wenig erfolgreichen Kriegsdrama übernahm er den Part des deutschen Hauptmanns Weber, dem Gegenspieler des italienischen Hauptmanns Corelli, der von Nicolas Cage gespielt wurde.

### Erfolge im Fernsehen und Kino

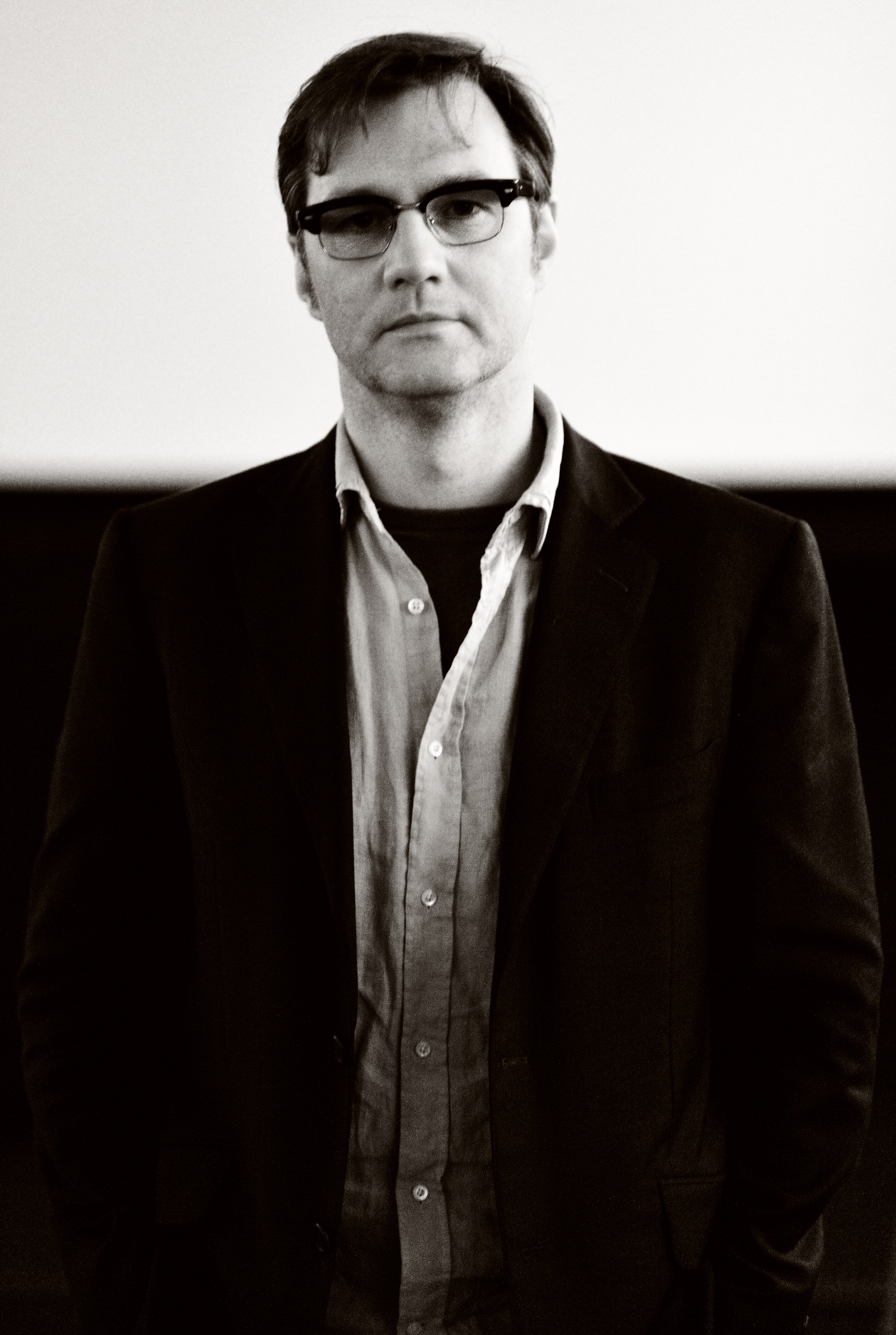
Morrissey (2010)

Den bisher größten Erfolg im britischen Fernsehen feierte David Morrissey mit Hauptrollen in David Yates’ sechsteiliger Fernsehserie Mord auf Seite eins (State of Play) und Stephen Frears’ Fernsehfilm The Deal, die beide im Jahr 2003 produziert wurden. In Mord auf Seite eins spielte er den englischen Parlamentsabgeordneten Stephen Collins, der durch den Tod seiner Assistentin und eines jungen Schwarzen ins Fadenkreuz der Medien gerät. In The Deal, der sich eines fiktiven Treffens der Führungsspitzen der britischen Labour Party (“New Labour”) annimmt, spielte er an der Seite von Michael Sheen den damals amtierenden britischen Premierminister Gordon Brown. Für The Deal erhielt Morrissey den Preis der Royal Television Society, für Mord auf Seite eins wurde er für den BAFTA Award als Bester Fernsehdarsteller nominiert. Im Jahr 2004 folgte die Hauptrolle des schillernden Unternehmers Ripley Holden in der Fernsehserie Blackpool, der eine Spielhalle in seiner Heimatstadt Blackpool eröffnet. Die zwischen Krimi, Mystery, Drama und Romanze changierende BBC-Produktion wurde 2006 in der Kategorie Beste Fernsehserie bzw. Bester Fernsehfilm für den Golden Globe nominiert.
2005 erhielt Morrissey die Hauptrolle in Michael Caton-Jones’ Film Basic Instinct – Neues Spiel für Catherine Tramell, der Fortsetzung von Paul Verhoevens erfolgreichem Thriller Basic Instinct (1992). Er ist dort in der Rolle des englischen Kriminalpsychologen Dr. Michael Glass zu sehen, der sich der mordverdächtigen Femme Fatale Catherine Tramell annimmt, die erneut von Sharon Stone verkörpert wird. Im selben Jahr spielte Morrissey Nebenrollen in Stephen Woolleys Stoned, einer Filmbiographie des Mitbegründers der Rolling Stones, Brian Jones, und in dem Thriller Entgleist, in dem Clive Owen, Jennifer Aniston und Vincent Cassel seine Filmpartner waren. 2006 spielte er an der Seite von Hilary Swank in Stephen Hopkins’ Horrorfilm The Reaping eine tragende Rolle. 2012 und 2013 spielte er in der amerikanischen TV-Serie The Walking Dead die Hauptrolle des Governors Philip Blake.
Seit 2018 spielt er die Hauptrolle in der Fernsehserie Britannia. Er verkörpert darin den römischen Feldherr Aulus Plautius, der eine wichtige Rolle bei der römischen Eroberung Britanniens spielte. Die Fantasy-Serie weicht allerdings deutlich von der historischen Realität ab.

### Arbeit als Produzent und Regisseur
Ende der 1990er Jahre gründete er mit seinem Bruder Paul und seiner Frau Esther Freud die unabhängige Produktionsfirma Tubedale Films. Mit ihr koproduzierte er 2002 Andy Shelleys 12-minütigen Kurzfilm The Tail sowie Patrice Lecontes preisgekrönte Tragikomödie Das zweite Leben des Monsieur Manesquier mit Johnny Hallyday und Jean Rochefort in den Hauptrollen. Zuvor schon hatte Morrissey mit Kurzfilmen versucht, als Regisseur zu reüssieren. Nach dem Kurzfilm Barber Shop, für den er das Drehbuch schrieb und den er auch produzierte, realisierte er im Jahr 1998 bzw. 2000 die zwei 35-mm-Kurzfilme A Secret Audience und Bring Me Your Love. Während A Secret Audience im Londoner West End aufgeführt wurde, lief Bring Me Your Love in den britischen Kinos als Vorfilm zu Simon Cellan Jones’ Komödie Some Voices, in der Morrissey selbst mitspielt. Sein zweiter Kurzfilm wurde auf mehreren internationalen Filmfestivals gezeigt, darunter auf dem Edinburgh International Film Festival.
Ein Jahr nach Bring Me Your Love entstand für die BBC Sweet Revenge, bei dessen Dreharbeiten er mit dem befreundeten Schauspielkollegen Paul McGann zusammenarbeitete. Für die Geschichte um einen Londoner Geschichtsprofessor (McGann), der im Nebenjob Leuten hilft, sich zu rächen, wurde Morrissey 2002 als bester Fernsehregisseur für den BAFTA Award nominiert. 2004 führte er in dem ebenfalls für die BBC produzierten Zweiteiler Passer-By Regie. Mit dem Drama um einen Londoner Röntgenassistenten (gespielt von James Nesbitt), der in einem Vergewaltigungsfall wichtige Informationen liefert, knüpfte Morrissey an seine früheren Erfolge als Filmemacher an.
David Morrissey, der in seiner Freizeit diatonische Harmonika spielt und Sportarten wie Boxen, Darts und Fechten betreibt, ist mit der Schriftstellerin Esther Freud verheiratet, der Urenkelin Sigmund Freuds und Tochter des Malers Lucian Freud. Das Ehepaar lebt in London und hat drei gemeinsame Kinder, eine Tochter und zwei Söhne.

## Filmografie (Auswahl)

### Schauspieler
- 1987: Mord aus Leidenschaft (Cause célèbre, Fernsehfilm)
- 1988: Verschwörung der Frauen (Drowning by Numbers)
- 1990: The Storyteller: Griechische Sagen (The Storyteller: Greek Myths, TV-Miniserie)
- 1990: Mein Mann ist ein Mörder (The Widowmaker, Fernsehfilm)
- 1991: Robin Hood – Ein Leben für Richard Löwenherz (Robin Hood, Fernsehfilm)
- 1992: Waterland
- 1992: Eiskaltes Duell (Framed, Fernsehfilm)
- 1993: Being Human
- 1996: Todeskommando Irak (The One That Got Away, Fernsehfilm)
- 1997: Holding On (TV-Mini-Serie)
- 1998: Der Commissioner (The Commissioner)
- 1998: Our Mutual Friend (TV-Mini-Serie)
- 1998: Hilary & Jackie (Hilary and Jackie)
- 1999: Fanny & Elvis (Fanny and Elvis)
- 2000: The Suicide Club
- 2000: Some Voices
- 2000: Born Romantic
- 2001: Corellis Mandoline (Captain Corelli’s Mandolin)
- 2002: Out of Control (Fernsehfilm)
- 2003: Frühgeboren (This Little Life, Fernsehfilm)
- 2003: Mord auf Seite eins (State of Play, TV-Miniserie)
- 2003: The Deal (Fernsehfilm)
- 2004: Blackpool (TV-Miniserie)
- 2005: Stoned
- 2005: Entgleist (Derailed)
- 2006: Basic Instinct – Neues Spiel für Catherine Tramell (Basic Instinct 2)
- 2007: The Reaping – Die Boten der Apokalypse (The Reaping)
- 2007: Mein Freund, der Wasserdrache (The Water Horse: Legend of the Deep)
- 2007: Meadowlands – Stadt der Angst (Cape Wrath, Fernsehserie, 8 Folgen)
- 2008: Die Schwester der Königin (The Other Boleyn Girl)
- 2008: Sinn und Sinnlichkeit (Sense & Sensibility, TV-Miniserie)
- 2008: Doctor Who (Christmas Special)
- 2009: Yorkshire Killer (Red Riding)
- 2009: Nowhere Boy
- 2009: Mord im Orient-Express (Murder on the Orient Express, Fernsehfilm)
- 2010: Centurion
- 2010: Tom Thorne (Thorne, Fernsehserie, 6 Folgen)
- 2011: Blitz – Cop-Killer vs. Killer-Cop (Blitz)
- 2011: The Field of Blood (Fernsehserie, 4 Folgen)
- 2011: London’s Burning (Fernsehfilm)
- 2012: Earthbound
- 2012: True Love (Fernsehserie, Folge 1x05)
- 2012–2015: The Walking Dead (Fernsehserie, 19 Folgen)
- 2013: Enemies – Welcome to the Punch (Welcome to the Punch)
- 2014: The Driver
- 2014: Zug um Zug (The 7.39)
- 2015: Extant (Fernsehserie, 11 Episoden)
- 2015: The Ones Below – Das Böse unter uns (The Ones Below)
- 2016: The Missing (Fernsehserie)
- 2018: The City and the City (Fernsehserie, 4 Folgen)
- 2018–2021: Britannia (Fernsehserie)
- 2021: The Colour Room
- 2024: Slingshot

### Regisseur
- 1998: A Secret Audience (Kurzfilm)
- 2000: Bring Me Your Love (Kurzfilm)
- 2001: Sweet Revenge (TV)
- 2004: Passer By (TV)
- 2009: Don’t Worry About Me

### Drehbuch
- 2009: Don’t Worry About Me

## Auszeichnungen
British Academy Television Award
- 2002: nominiert als Bester neuer Fernsehregisseur für Sweet Revenge
- 2004: nominiert als Bester Fernsehdarsteller für Mord auf Seite eins

Royal Television Society
- 1998: nominiert als Bester Darsteller für Holding On
- 2004: Bester Darsteller für The Deal

Broadcasting Press Guild
- 2010: nominiert als Bester Darsteller für Yorkshire Killer

TV Guide Award
- 2013: nominiert als Favorite Villain für The Walking Dead

Saturn Award
- 2013: nominiert als Bester TV-Nebendarsteller für The Walking Dead
- 2014: nominiert als Bester TV-Gastdarsteller für The Walking Dead